# Phyllophaga nebulosa
Phyllophaga nebulosa är en skalbaggsart som beskrevs av Polihronakis 2007. Phyllophaga nebulosa ingår i släktet Phyllophaga och familjen Melolonthidae. Inga underarter finns listade i Catalogue of Life.

## Bildgalleri

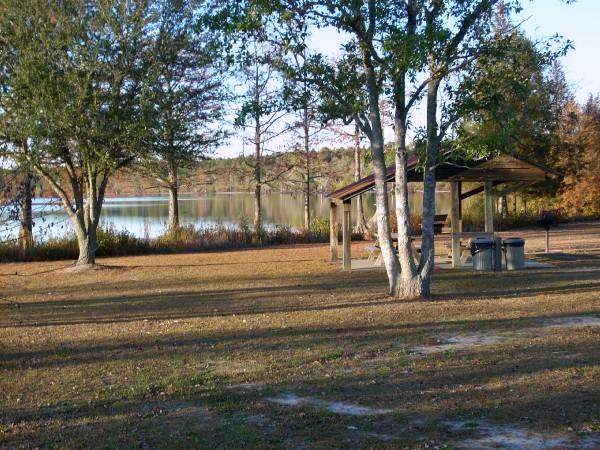